# Нововоскресенівка
Нововоскресе́нівка — село в Україні, у Васильківській селищній територіальній громаді Синельниківського району Дніпропетровської області. Населення становить 106 осіб.

## Історія
12 червня 2020 року, відповідно до розпорядження Кабінету Міністрів України № 709-р від «Про визначення адміністративних центрів та затвердження територій територіальних громад Дніпропетровської області», увійшло до складу Васильківської селищної громади.
19 липня 2020 року, в результаті адміністративно-територіальної реформи і ліквідації Васильківського району, село увійшло до складу новоутвореного Синельниківського району.

## Географія
Село Нововоскресенівка розташоване на півночі Васильківської громади в балці Кирикова між річками Вовча і Мала Терса. На півдні межує з селом Катеринівка, на сході з селом Воскресенівка та на заході з селом Писарівка Павлоградського району.